# Liudmila Frolova
Liudmila Frolova, född den 29 juli 1953, är en sovjetisk landhockeyspelare.
Hon tog OS-brons i damernas landhockeyturnering i samband med de olympiska landhockeytävlingarna 1980 i Moskva.